# تشي نيللي
تشي نيللي (بالإنجليزية: Che'Nelle) وإسمها الكامل تشيريلين إيرنستين ليم (بالصينية: 林顏) وإسمها الفني تشي نيلي (باليابانية: シェネル) وهي مغنية و كاتبة أغاني ماليزية أسترالية تغني باللغة اليابانية ولدت في 30 مارس 1983 في كوتا كينابالو في إقليم صباح في ماليزيا، أبوها من أصل صيني ماليزي وأمها من أصل هندي و هولندي مختلط، في عمر 10 سنوات انتقلت مع والداها للعيش في مدينة بيرث في أستراليا.

## روابط خارجية
- تشي نيللي على موقع IMDb (الإنجليزية)
- تشي نيللي على موقع ميوزك برينز (الإنجليزية)
- تشي نيللي على موقع ديسكوغز (الإنجليزية)